# 座席
座席（ざせき）とは、座るための場所およびその場所に付帯する器具のこと。通常、座席は一人の人間に対して提供されたものを指す。座席はシートとしても表記され、シーターなどの言葉でも表現される。

パーソナルスペース

## 概念

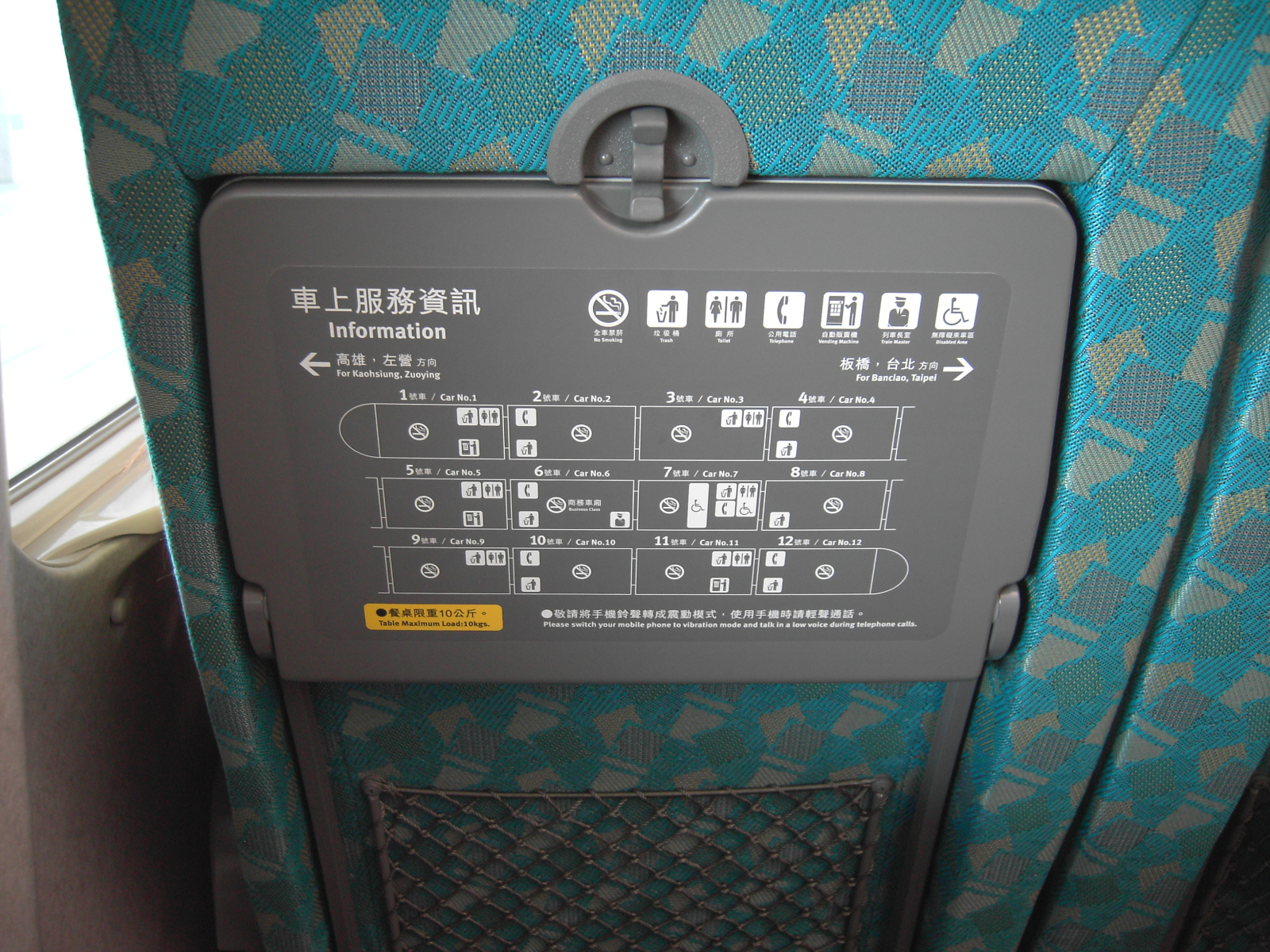
テーブルの裏に車内案内図（列車）

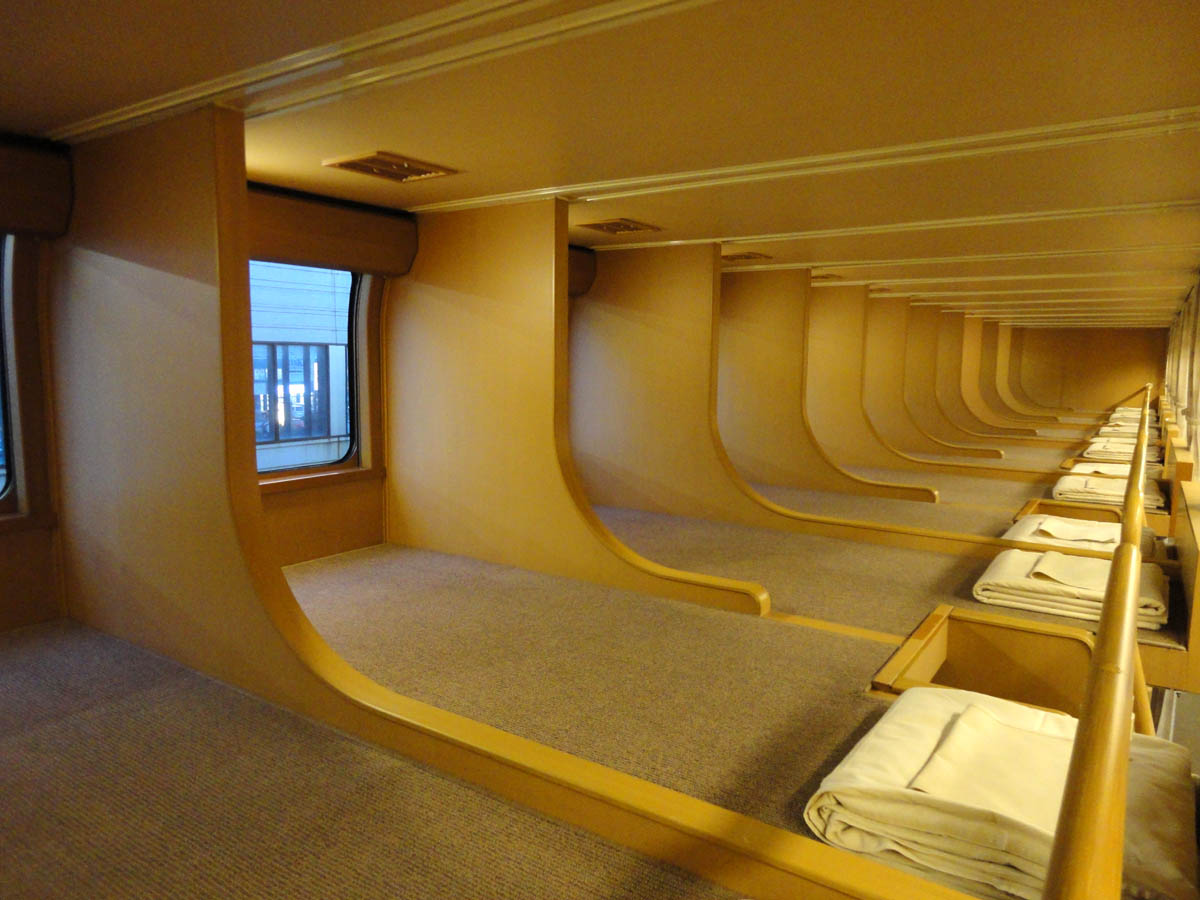
鉄道のノビノビ座席（上段）

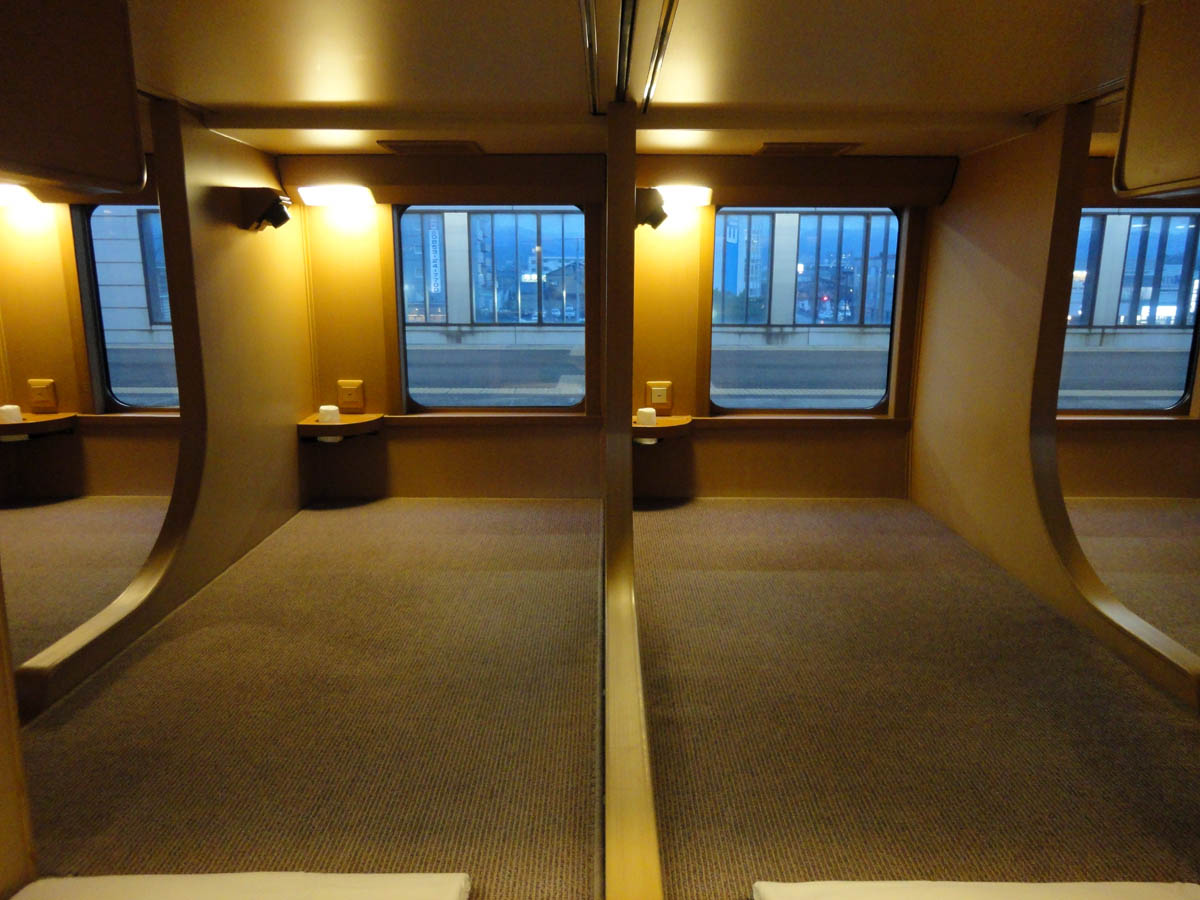
ノビノビ座席（下段）

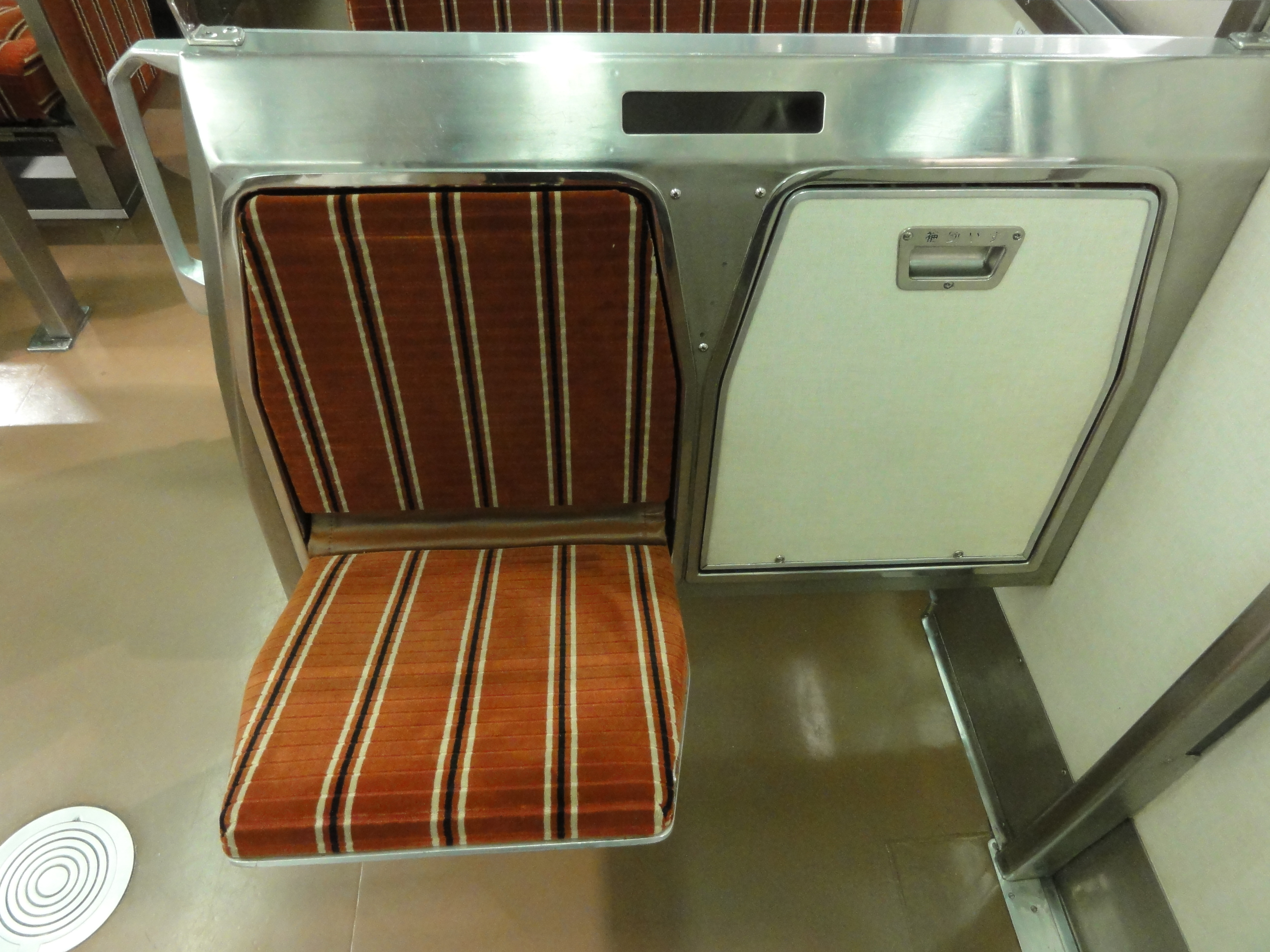
補助シート（鉄道）

基本的には座ることを目的とするため、一般的には椅子・ベンチ等が使用されるが、「枡席（ますせき）」や「カーペットシート」など、必ずしもそういった器具を付帯しない場合もある。後者の場合、その区画に対して定めた定員に割り振る形で座席としたり、畳や板張りなど直接ないしは覆いがない場合は座布団などの覆うもので指定・指示された区画を座席としたりする。公共交通機関においては客船における「カーペット船室」や寝台列車・夜行列車における個室寝台等が挙げられる。また、後者に含まれるものとして、「立ち席」・「立ち見席」もある。これらも安全性を考慮した上で個々に配分されている。
一般には、劇場や映画館、鉄道車両やバスでは観客や乗客に対して設けられている椅子等を指すことが多い。鉄道・航空機等の場合、座席指定料金を払うことで確実に座席を確保することができる。また、座席指定されたコンサートホールなどでは鑑賞するのに良い座席ほどチケット料金が高く設定されることが多い。
基本的には椅子の場合、一人に対し1脚のそれが与えられるが、長椅子のように多人数のそれを按分するものは1脚に対して2人以上が割り当てられる。
このうち、主に二人掛けの椅子に対してロマンスシート・ペアシート・アベックシート・カップルシートと称することがある。また、そのような予約を行う事例も存在する。チケット類の発行に際しては、通例1人毎のそれに比べて優良な場合には特別席として割高に設定し、一人毎のそれと同等の場合には割安に設定する場合もある。
ただし、いわゆる二人以上の団体について食堂等で按分する際に用いる場合もあり、混雑時には二人掛け座席でありながら、一人毎で座らせる相席となる場合も、ままあり得る。

## 相席
相席（あいせき）とは、主に二人以上を定員とする座席に違う個人・団体を使用させることである。
一般的には、個人であれば一人用の座席を割り当て、二人以上の団体ではそれに見合う座席を供することが多く、またそうすることがサービス上、望ましい。
しかし、鉄道車両の座席配置で二人以上の定員を持つクロスシート（とりわけ「ボックスシート」と称される固定式クロスシート）や食堂などのテーブル席を共用する場合が生じる。
この場合には先に利用している者に対して後から利用する者ないしは従業員などが許可を求めることがマナーとして求められ、先に利用している者が断ることも可能である。
しかし、このような利用は混雑が激しい時期である場合がほとんどであり、かつ、食堂などでは従業員が座席の把握を行っており、例えば四人掛けのテーブル席を一人で使用している所に1 - 2名の客を勧めるなど先客に対して失礼がないように配慮するのが通例である。
ただし、座席指定席で1名で座席指定券を発行した場合、たいてい相席となることが多い。このため、2人・4人などの定員の座席で、その定員分で発券したが、その席種が余剰となった場合などで当日までにばら売りを行う場合には値下げなどを行う事例もある。

## シートピッチ
座席の間隔をシートピッチという。これは、座席を「供された椅子」だけではなく、その通路ないしは椅子の肘掛けを含めた空間を物理的に供する部分の容積、つまり椅子の上の空間だけではなく、その前後左右の座るために係わる空間も含めて座席とみなすのであるが、このうち、椅子の中心間の前後間隔を指す用語として用いる。
この用語は、鉄道車両やバス、自動車、航空機など交通機関の内、主な座席が座ることが目的となっているもので用いられる。これは、他者との接触を行う可能性があるためで、例えば鉄道車両の座席配分で向かい合わせの座席配置を意味する「ボックスシート」の場合では、最低でも膝があたらない程度に空間を配分しないと乗車時の乗り心地は、いかに最高級の椅子を用いても悪くなる。また前座席下空間や背もたれ厚みなど座席構造の違いによって、シートピッチが同一でも乗員の足元や膝周りの広さなどの快適性は大きく異なる場合がある。なお、これにはパーソナルスペースの問題も関連する。また、バスなどの運転席側を前にして着席する座席配分ではリクライニングシートの緩衝部分としても用いられる。

### 座席間隔一覧
参考までに、日本の鉄道車両や航空機における一般的なシートピッチは、下記の通りである。

#### 鉄道車両
新幹線・在来線特急形車両
- グリーン車：1,160mmが一般的な寸法であるが、グランクラスは1,300mmである。
- 普通車：910 - 1,040mm。ただし、製造年度や用途による格差が大きい。
- なお、私鉄有料特急は、会社により多少の格差はあるが1,000mm前後が一般的である。

私鉄における料金不要特急などの車両も含む普通列車用車両
- グリーン車：970mm…1990年代以降に新造されている在来線特急形車両の普通車のシートピッチとほぼ同じである。
- 普通車
  - 転換クロスシート：900 - 910mm

例外としては以下のものもある。
  - JR東海313系電車は、875mmと間隔を詰めながら構造上の工夫で他の車両と同等の乗り心地を確保している。
  - 京急2100形電車は850mmであるが、進行方向に固定して使用するため間隔を詰めている。なお転換部分は乗客が向かい合わせにすることはできない。

  - 固定クロスシート：1,460 - 1,490mm

永らく急行・長距離用のボックスシートの1区画（4名分）あたりの標準的な寸法であったが、1990年代以降は地域や用途のニーズに応じた車両が製作されているため、寸法はまちまちとなっている。なお、1970年代前半までに落成した3扉近郊形電車のボックスシートはこれより狭く、1,420mm（背もたれの中心間隔で計測した場合の数値は1,400mm）が標準であり、座面の奥行きや背もたれの傾斜を小さくすることで座面間の間隔は標準的なボックスシートと同じ430mmを確保する設計であった。また、車端部や扉横のデッドスペースを生じさせない目的で転換クロスシートと固定クロスシートを併用するタイプの車両のボックスシート（主に車端部）は、1区画あたり1,750mm程度と広めのシートピッチを確保している。ちなみのヨーロッパ各国のコンパートメント車両は二等車が1,700mm程度、一等車が2,100mm程度となっている。

#### 航空機
航空機におけるシートピッチは鉄道車両のそれより間隔が狭く、これがエコノミークラス症候群を起こす原因の一つとなっている。なお、航空機用のシートは国土交通省航空局が課す一定の安全基準を満たさなければならず、素材は耐火性そして耐圧性となっている。
40年前の大手航空会社のエコノミークラスのシートピッチは31 - 35インチ（787.4 - 889mm）だったが、2020年現在では29 - 33インチ（736.6 - 838.2mm）へと縮小しつつある。格安航空会社のスピリット航空やフロンティア航空ではさらに狭く28インチ（711.2mm）となっている。ビジネスクラスで45インチ（1,140mm）程度とされるが、国際線用の機材では1,250 - 1,500mmに設定されているものが多い。ファーストクラスだとより広くなり、63インチ（1,600mm）に設定されている機種もある。
航空機の離着陸時に客室乗務員が利用するジャンプシートが、フライトデッキ、ドア付近に設置されている。

## 配列
劇場や映画館では、格子状にシートを配列することで効率よく座席数を増やすことができるが、前席に座る観客の頭が邪魔になって前方が見えないといった問題が生じる。このためホールの床面に傾斜をつける、座席を扇型かつ千鳥状に配列するといった工夫が講じられる。

### 作品
- 相席 - 中島みゆきの楽曲。2001年リリース『心守歌-こころもりうた』収録。